# Resurrection Man
Pour plus de détails, voir Fiche technique et Distribution.
Resurrection Man est un film britannique réalisé par Marc Evans et sorti en 1998. Il s'agit d'une adaptation du roman d'Eoin McNamee, qui signe lui-même le scénario.

## Synopsis
En 1975, une bande de tueurs surnommée « Les Hommes de la Résurrection » et dirigée par Victor Kelly, individu dont la cruauté le distingue parmi les meurtriers, sévit en Irlande du nord avec une extrême violence. Un journaliste, Ryan, décide de traquer le groupe.

## Fiche technique
- Titre : Resurrection Man
- Réalisation : Marc Evans
- Scénario : Eoin McNamee, d'après son roman
- Photographie : Pierre Aïm
- Musique : David Holmes
- Montage : John Wilson
- Pays de production :  Royaume-Uni
- Production : Revolution Films
- Genre : thriller
- Durée : 102 minutes
- Date de sortie :
  - Royaume-Uni : 13 février 1998
  - France : 22 juillet 1998

## Distribution
- Stuart Townsend : Victor Kelly
- James Nesbitt : Ryan
- Géraldine O'Rawe : Heather Graham
- John Hannah : Darkie Larche
- James Ellis : Ivor Coppinger
- Brenda Fricker : Dorcas Kelly
- Zara Turner : Dr Elizabeth Ryan
- Sean MacGinley : Sammy McClure